# Jovan Hranilović

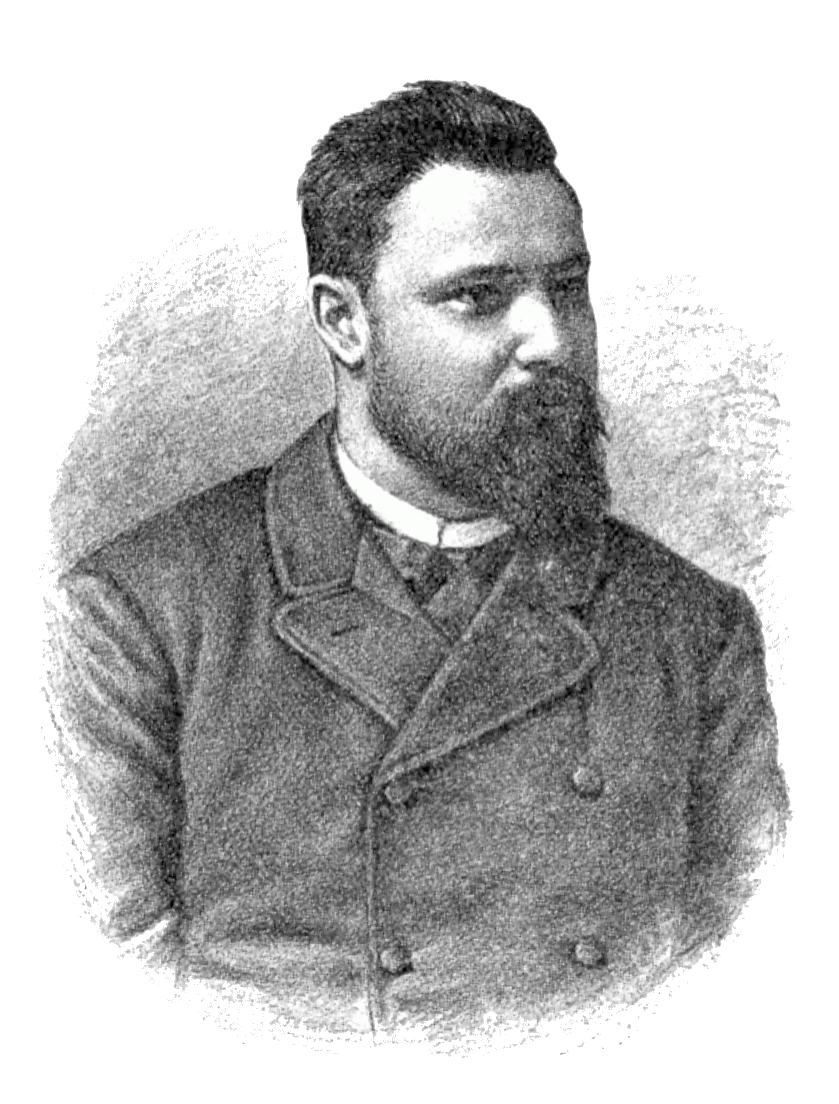
Jovan Hranilović.

Jovan Hranilović, född 18 december 1855 i Kričke vid Drniš, död 5 augusti 1924 i Novi Sad, var en kroatisk författare. 
Hranilović blev 1889 grekisk-katolsk kyrkoherde i Novi Sad. Bland hans lyrisk-patriotiska dikter märks samlingarna Pjesme svakidanke (Vardagliga visor) och Žumberačke elegije (1890). I poemen Kod Plevne (1882) och Pozdrav na ujedinjenoj Bugarskoj (1885) förhärligas Bulgariens befrielse, och Otmica ("Kvinnorovet", 1884) lämnar en poetisk kulturbild från Bosnien. Utom studier över den sydslaviska vitterheten och den illyriska rörelsen (Ilirizm u hrvatskoj kulturnoj povjesti, 1890) utförde han översättningar av bland andra Victor Hugo, Thomas Moore, Alphonse de Lamartine och Henry Wadsworth Longfellow.